# ベイト・エッディーン
- 古代レバノンの歴史
- 中世レバノンの歴史
- 近代レバノンの歴史
- 現代レバノンの歴史
- レバノン危機
- レバノン内戦
- 杉の革命
- レバノン侵攻 (2006年)

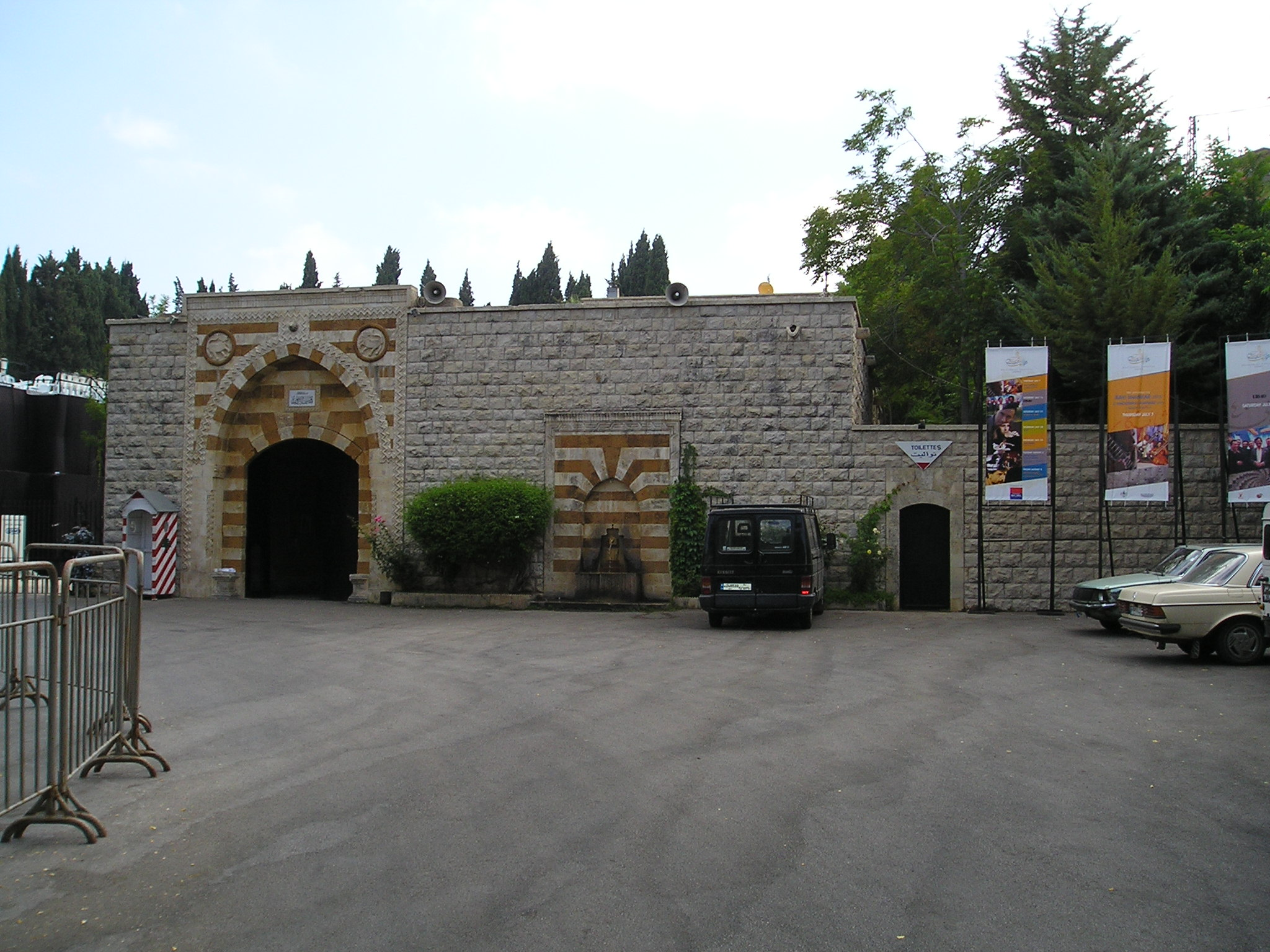
ベイト・エッディーン宮殿の入口

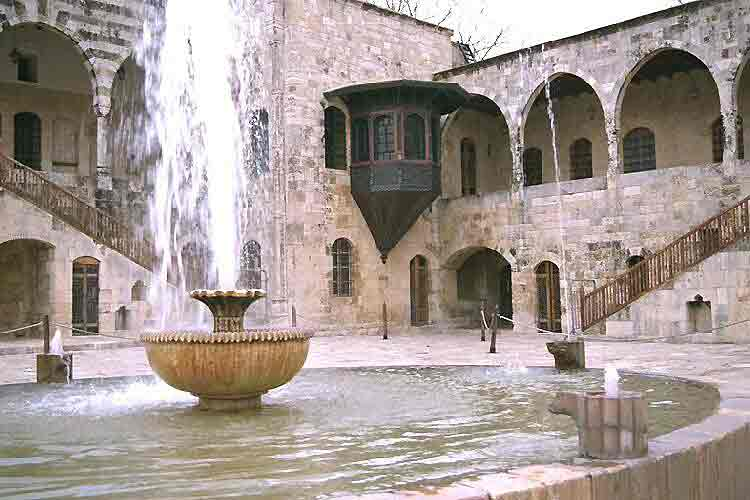
宮殿内の噴水

ベイト・エッディーン宮殿（アラビア語表記بيت الدين、ラテン語表記Beit ed-Dine）とはシュフ山地内のレバノンの小さな町ベイト・エッディーンにある宮殿である。およそ首都ベイルートから50kmほど離れており、デイル・エル・カマールから車で10分ほどの距離にある。この町は、19世紀に完成した荘厳な宮殿として名高い。
バシール・シハブ2世が山岳レバノン（レバノン首長国）の首長として、オスマン帝国から任命された1788年から建設が始まった。もともと、この土地は、ドゥルーズの避難地であった。建設の完了には30年ほどの年月が費やされた。
ダマスカスやアレッポといったシリアの諸都市のみならず、イタリアからも建築家がこの地に招かれ、自由に建設を競い合った。その結果、ベイト・エッディーンは、アラブ建築とイタリアのバロック建築が融合した姿を見せている。
1840年に、バシールがレバノンを去り、マルタに亡命した後には、ベイト・エッディーン宮殿は、オスマン帝国の政府の建物として利用された。フランスの委任統治下に入った1918年以降も、その役割は変わることがなかった。1943年に、レバノンが独立を宣言すると、初代大統領であるビシャラ・アル・フーリーは、ベイト・エッディーンを夏の執務室として利用することを宣言した。レバノン内戦では、大きなダメージを受けた。1984年に戦火がこの地から離れる状況になるとワリード・ジュンブラットは、その復興が必要性を訴えた。
現在では、一部が夏の大統領専用の執務室として使われているが、一部は、一般に開放されている。
ここでは、毎夏、国際ベイト・エッディーン・フェスティバルが開催されていて、世界中から著名な演奏家やバレエ団などが招かれ、中東有数の文化活動の中心となっている。
バシールは、この町に自らの息子のために、3つの宮殿を別に建設したが、現在では、Mir Amin Palaceのみが残り、豪華ホテルとして営業している。